# پتانسیل الکتروتونیک
در کاراندام‌شناسی، پتانسیل الکتروتونیک، به انتشار غیرفعال بار در داخل یک سلول عصبی و بین سلول‌های عضله قلب یا سلول‌های ماهیچه صاف اشاره دارد. غیرفعال به این معنی است که تغییرات وابسته به ولتاژ در رسانایی غشاء کمکی نمی‌کند. سلول‌های عصبی و دیگر سلول‌های تحریک پذیر دو نوع پتانسیل الکتریکی تولید می‌کنند:
- پتانسیل الکتروتونیک
- پتانسیل عمل

## نام‌های دیگر
- پتانسیل محلی
- پتانسیل انقباض محدود (ناشی از تونوس ماهیچه‌ای)
- پتانسیل کاهشی (چون در طی زمان و نیز طول سلول تضعیف می‌شوند)
- پتانسیل غیرفعال
- پتانسیل فرو آستانه (چون در حدی نیستند که باعث پتانسیل عمل شوند)
- پتانسیل جمع پذیر (چون اگر چند تا از این پتانسیل‌ها جمع شوند، می‌توانند باعث پتانسیل عمل شوند)